# Red Wing (Minnesota)
Red Wing ist eine Stadt und Verwaltungssitz des Goodhue County im Osten des US-amerikanischen Bundesstaates Minnesota am Mississippi River, der die Grenze zu Wisconsin bildet. Das U.S. Census Bureau hat bei der Volkszählung 2020 eine Einwohnerzahl von 16.547 ermittelt.
Die Stadt liegt im Südosten der Metropolregion Minneapolis–Saint Paul.
Der National Trust for Historic Preservation hat Red Wing im Jahr 2008 auf seine Liste der markanten Ausflugsziele aufgenommen. Red Wing wurde zu der Liste aufgrund seiner „eindrucksvollen Architektur und beneidenswerten natürlichen Umgebung“ hinzugefügt. Jährlich werden von diesem Gremium nur zwölf Örtlichkeiten berücksichtigt. Das Ostende des Cannon Valley Trails befindet sich in Red Wing. In der Nachbarschaft liegt das Prairie-Island-Indianer-Reservat.

## Geografie und Verkehr
Red Wing liegt im Osten von Minnesota am Westufer des oberen Mississippi, der die Grenze zu Wisconsin bildet. In Red Wing befindet sich die Mündung des Cannon River in den Mississippi. Red Wing befindet sich am nördlichen Rand einer Karstlandschaft, die Driftless Area genannt wird.
Nach den Angaben des United States Census Bureau hat die Stadt eine Gesamtfläche von 107,1 km², wovon 91,7 km² auf Land und 15,5 km² (= 14,43 %) auf Gewässer entfallen.
Red Wing ist südöstlich der Twin Cities Minneapolis und Saint Paul am Mississippi River gelegen und Teil der erweiterten Metropolregion Minneapolis-St. Paul-St. Cloud (Combined Statistical Area).
Red Wings geographische Koordinaten sind 44° 34′ N, 92° 32′ W.
Der U.S. Highway 61, der hier den Minnesota-Abschnitt der Great River Road bildet, führt parallel zum Mississippi durch Red Wing. Der Highway trifft im Stadtzentrum auf den U.S. Highway 63, der über die Red Wing Bridge nach Hager City auf dem gegenüberliegenden Flussufer in Wisconsin und von dort weiter in östlicher Richtung führt. Durch Red Wing führen ebenfalls die Minnesota State Routes 19 und 58. Die Wisconsin State Route 35 verläuft entlang des gegenüberliegenden Flussufers.
Der Empire Builder, der tägliche Fernzug von Amtrak zwischen Chicago und Seattle über Portland, hält in Red Wing.

## Geschichte
Zu Beginn der 1850er Jahre kamen Siedler mit Dampfschiffen den Mississippi River herauf, die in Red Wing anlegten. Das Ziel dieser Siedler waren die ertragsreichen Feldflächen im Goodhue County. Sie bauten meist Weizen an. Bevor die Eisenbahnen das Land erschlossen, erzeugte das Goodhue County mehr Weizen als jedes andere County in den Vereinigten Staaten. 1873 führte Red Wing die Rangliste mit dem höchsten Weizenumschlag an. Die Lagerhäuser im Hafen von Red Wing hatten eine Kapazität von mehr als einer Million Bushel Weizen. Nachdem die Eisenbahn den Süden Minnesotas mit Minneapolis und Saint Anthony verband, wo die größten Getreidemühlen entstanden, verlor der Hafen von Red Wing seine Bedeutung. In der zweiten Hälfte des 20. Jahrhunderts errichtete das United States Army Corps of Engineers entlang des Flusses Schleusen und Staudämme, um die Wassertiefe des Flusses zu erhöhen. Dadurch erhöhte sich der Schiffsverkehr mit Schüttgütern wie Getreide und Kohle auf dem Fluss wieder, der Hafen selbst konnte seine frühere Position jedoch nicht wiedererlangen.
Die frühen Siedler erbauten kleinere Mühlen und Handwerksbetriebe, ähnlich zu denen in Neuengland, wo viele von ihnen herkamen. Einwanderer aus Deutschland, Irland und Schweden brachten frühe Industriebetriebe nach Red Wing, die sich auf Gerben, Schuhproduktion, die Herstellung landwirtschaftlicher Geräte, Ziegel, Fässer, Boote, Möbel, Keramik und Knöpfe spezialisierten. Es entstanden kleine Brauereien und Sägewerke. Steinmetze und Gastwirte boten ihre Dienste an. In dieser Zeit entstand auch das Saint James Hotel.
1854 wurde in Red die Hamline University gegründet. Es war die erste höhere Bildungseinrichtung Minnesotas, die allerdings 1869 wegen geringer Studentenzahlen als Folge des Sezessionskrieges geschlossen wurde und später in Saint Paul wiedereröffnet wurde.
In Red Wing befand sich auch das Gustavus Adolphus College, eine Privatschule der Evangelisch-Lutherischen Kirche Amerikas (ELCA). Das College wurde 1862 von Eric Norelius gegründet und siedelte 1863 nach East Union über, bevor es 1876 in St. Peter seinen Platz fand.
Die Ziegel- und Keramikindustrie Red Wings entwickelte sich am nordwestlichen Ende der Stadt, in der Nähe des Hay Creeks. Der Rohstoff stammte aus der Nähe von Goodhue am Oberlauf des Hay Creeks. Eine Stichbahn wurde erbaut, um den Lehm nach Red Wing zu transportieren. Die Fabrikgebäude sind noch heute sichtbar, im Gegensatz zu der 1937 aufgegebenen Bahnlinie.

## Demografische Daten
Nach der Volkszählung im Jahr 2010 lebten in Red Wing 16.459 Menschen in 7090 Haushalten. Die Bevölkerungsdichte betrug 179,5 Einwohner pro Quadratkilometer.
Ethnisch betrachtet setzte sich die Bevölkerung zusammen aus 91,5 Prozent Weißen, 1,9 Prozent Afroamerikanern, 2,2 Prozent amerikanischen Ureinwohnern, 0,8 Prozent Asiaten sowie aus anderen ethnischen Gruppen; 2,3 Prozent stammten von zwei oder mehr Ethnien ab. Unabhängig von der ethnischen Zugehörigkeit waren 3,7 Prozent der Bevölkerung spanischer oder lateinamerikanischer Abstammung.
In den 7090 Haushalten lebten statistisch je 2,26 Personen.
22,5 Prozent der Bevölkerung waren unter 18 Jahre alt, 59,3 Prozent waren zwischen 18 und 64 und 18,2 Prozent waren 65 Jahre oder älter. 51,4 Prozent der Bevölkerung war weiblich.

Das jährliche Durchschnittseinkommen eines Haushalts lag bei 49.810 USD. Das Prokopfeinkommen betrug 26.461 USD. 10,0 Prozent der Einwohner lebten unterhalb der Armutsgrenze.

## Söhne und Töchter der Stadt
- Joseph Francis Busch (1866–1953), römisch-katholischer Bischof von Saint Cloud
- Reid Cashman (* 1983), Eishockeyspieler
- Clifford E. Charlesworth (1931–1991), NASA-Flugdirektor beim Apollo-Programm
- Frances Densmore (1867–1957), Ethnologin und Musikethnologin
- Patrick Flueger (* 1983), Filmschauspieler und Musiker
- Michael Janisch (* 1979), Jazzmusiker und Musikproduzent

## Partnerstädte
- Ikata, Japan
- Kongsberg, Norwegen
- Quzhou, Volksrepublik China